# Scotiahavet

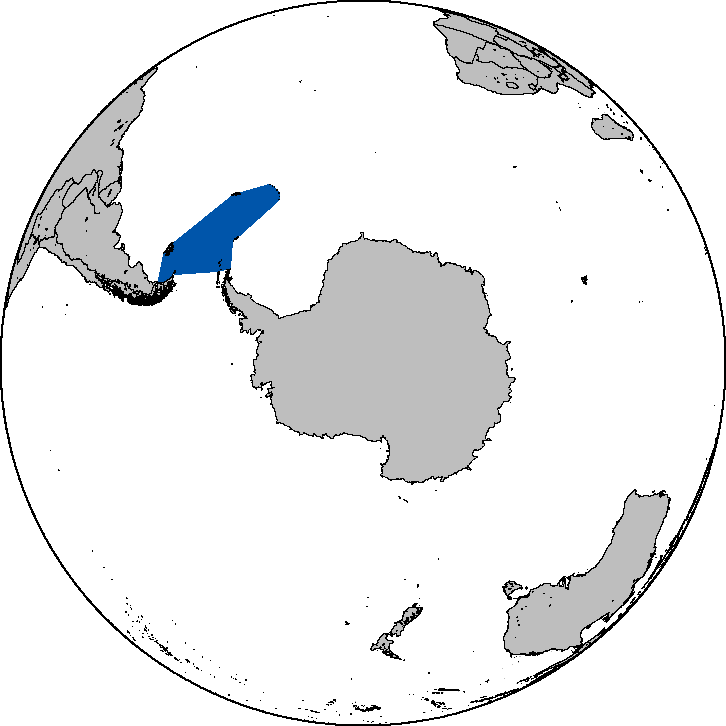
Lägeskarta över Scotiahavet.

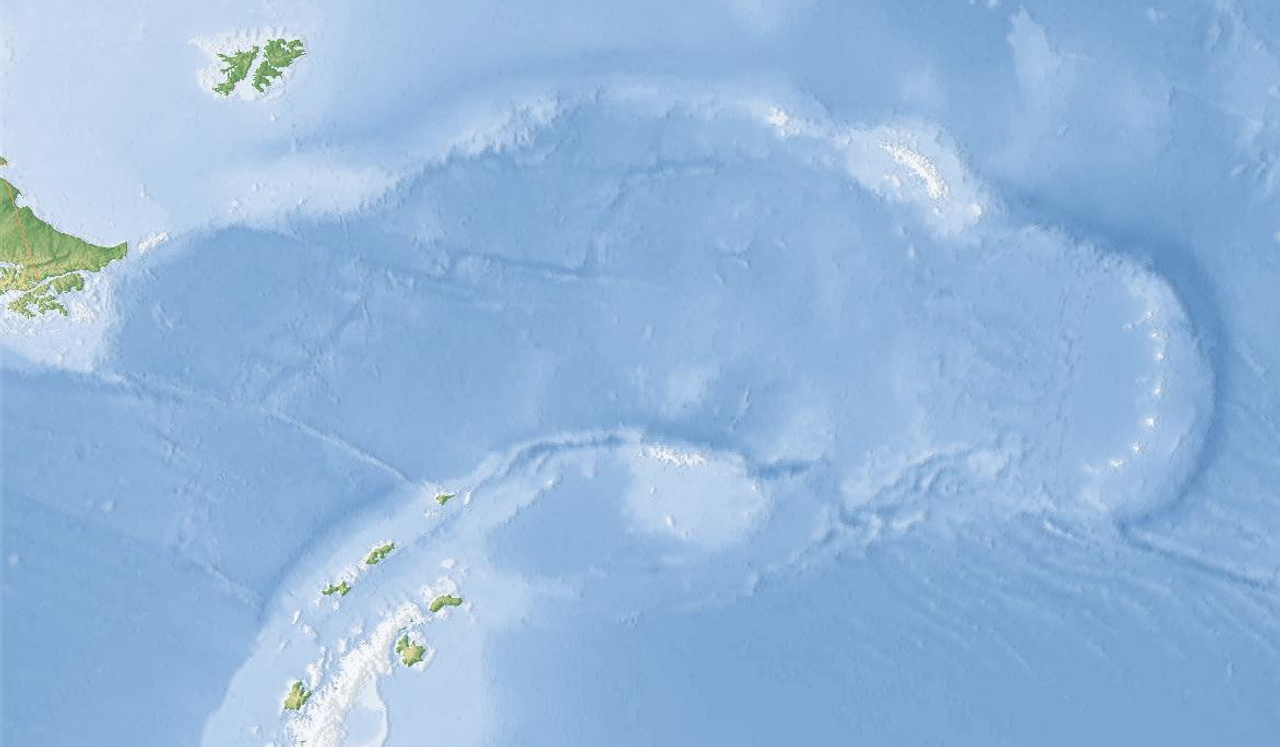
Översiktskarta över Scotiahavet.

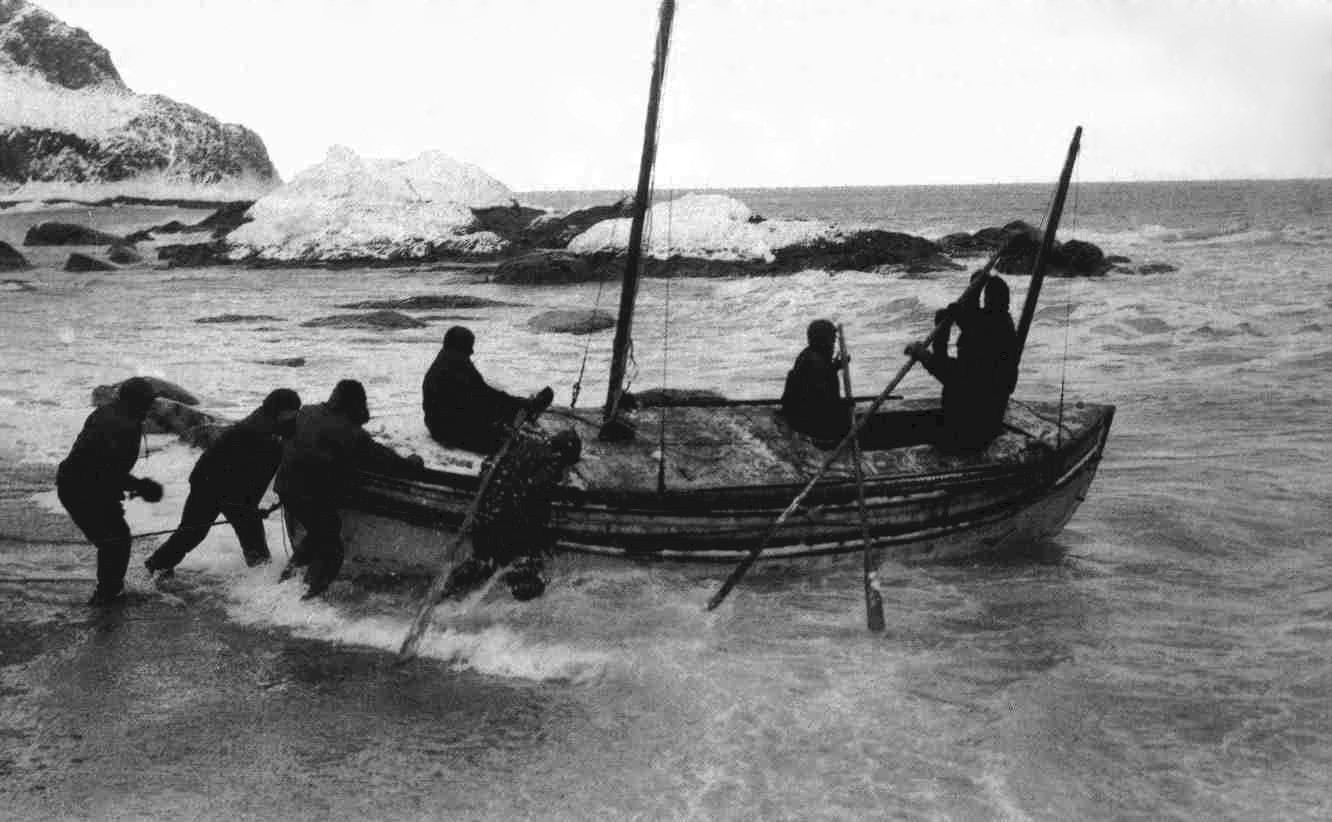
Shackletons livbåt James Caird.

Scotiahavet (engelska: Scotia Sea; spanska: Mar del Scotia) är ett randhav till Antarktiska oceanen och ligger mellan Antarktiska halvön i Västantarktis och Sydamerikas sydspets och omges av ett antal öar i öster.

## Historia
1916 genomförde brittiske Ernest Henry Shackleton med fyra expeditionsmedlemmar en resa över Scotiahavet efter att deras fartyg Endurance frusit fast i isen. Manskapet korsade Scotiahavet i den öppna livbåten James Caird från Elefantön till Sydgeorgien under en tvåveckors färd. 1932 namngavs Scotiahavet efter den skotska Scotia Expeditionen åren 1902–1904 under ledning av William Speirs Bruce.
Den 20 augusti 2006 drabbades området av en jordbävning med magnitud 7.0 (Richterskalan).

## Geografi
Scotiahavet ligger norr om Antarktiska halvön. Området avgränsas i norr av Eldslandet och Falklandsöarna, västerut av Drakes sund, österut av ögrupperna Sydgeorgien och Sydsandwichöarna och söderut av Sydorkneyöarna. Större delen av området ligger inom Scotiaplattan och Sydsandwichplattan med en mindre del inom Sydamerikas kontinentalsockel. Havet täcker en area av cirka 900 000 km² med ett medeldjup av cirka 4 500 m och ett största djup på cirka 5 840 m.. 
Argentina gör territoriellt anspråk på området som del av "Mar Argentino" (Argentinska havet, detta område omfattar bland annat även Falklandsöarna och Sydgeorgien).